# Beauty and the Geek
Beauty and the Geek é um reality show exibido semanalmente pelo canal americano The CW e no Brasil pelo Multishow com o nome As Gostosas e os Geeks. O programa tem sido promovido como o mais incrível experimento social (The Ultimate Social Experiment) e é produzido por Ashton Kutcher, Jason Goldberg e Nick Santora.
O programa consiste de um grupo de "gostosas" (garotas que só pensam em curtir a vida com festas, roupas e cultuar o corpo, mas que são incapazes de fazer uma conta de somar) e um grupo de Geeks (rapazes inteligentes, porém socialmente inexperientes). Eles são divididos em pares, e cada um tem que passar ensinamentos para o outro. Quem "aprender" mais leva o prêmio de US$ 250 mil.